# Geriatrie

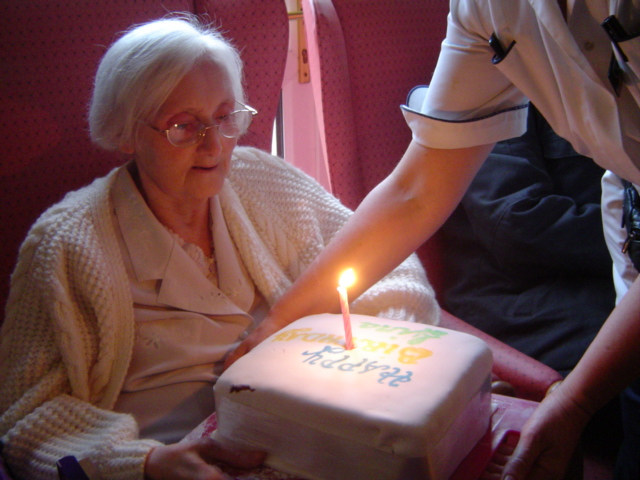
Pacientka na geriatrickém oddělení

Geriatrie je jednak synonymum pojmu klinická gerontologie, jednak označení specializačního lékařského oboru (v ČR od r. 1983). Etymologicky je pojem odvozen od řeckého gerón (starý člověk) a iatró (léčím), anglické označení: geriatrics.
Obor se zabývá problematikou zdravotního a funkčního stavu ve stáří, zvláštnostmi chorob, jejich diagnostikování a léčení u starých lidí. Obor vychází z vnitřního lékařství, které obohacuje především poznatky neurologie, psychiatrie, fyzioterapie, ergoterapie a ošetřovatelství. Geriatrická práce je typicky týmová a vychází z komplexního geriatrického hodnocení pacienta (comprehensive geriatric assessment, CGA).
Geriatrická medicína je diferencovaná – má svou problematiku akutní, chronickou i paliativní. Zvláštní pozornost je věnována stařecké multimorbiditě, disabilitě, křehkosti (frailty) a geriatrickým syndromům (instability, imobility, hypomobility a dekondice, anorexie a malnutrice, kognitivního deficitu a demence, inkontinence a j.). Součástí geriatrie je také tzv. dlouhodobá péče (long-term care), komplexní zdravotně sociální péče o nemocné s funkčně závažným chronickým zdravotním postižením (disabilitou).
Za zakladatele oboru je považován I. L. Nascher (1863–1944), který je také autorem 1. monografie Geriatrics z roku 1914. Obor se nejprve rozvíjel v USA (v roce 1942 byla založena Americká geriatrická společnost, v roce 1946 založil N. W. Shock v National Institute of Health, Bethesda, gerontologickou jednotku, která se rozvinula v nynější National Institute on Ageing) a ve Velké Británii, kde je spojován se jménem M. Warrenové, která také stála ve 40. letech 20. století u zrodu domácí ošetřovatelské péče (home care).
Jako samostatná problematika se vyčlenila gerontopsychiatrie, k jejímž hlavním okruhům zájmu patří demence, delirantní stavy, deprese, poruchy spánku, paranoidní syndromy a poruchy chování ve stáří